# Банцер, Елизавета Яковлевна
Елизавета Яковлевна Банцер (23 сентября 1929) — звеньевая колхоза «Заря коммунизма» Новоград-Волынского района Житомирской области, Герой Социалистического Труда.

## Биография
Дочь участника Великой Отечественной войны, погибшего на фронте. С детства работала в колхозе. Окончила школу-семилетку. Рано вышла замуж за потомка немецких колонистов, родила ребенка. Брак не сложился — с мужем развелась, хотя фамилию его носит до сих пор.
Переехала в г. Славута Хмельницкой области, поступила на курсы шоферов. Затем работала в автоколонне Шепетовского сахарного завода. Вернувшись в родное село возглавила полевое звено. С тех пор, с конца 1950-х годов и до выхода на пенсиию работала звеньевой. Выращивала со своими девушками свеклу, картофель, кукурузу, но больше всего, лён — важнейшую (и прибыльную) сельхозкультуру полесских колхозов. За успехи по выращиванию льна в 1965 году получила свою первую награду — орден «Знак Почёта».
Звание Герой Социалистического Труда присвоено ей 22 декабря 1977 года.
Избиралась депутатом районного и областного советов, Всесоюзной учредительной конференции ветеранов войны и труда, была делегатом XXVI съезда Компартии УССР.
Ныне проживает в селе Кожушки Новоград-Волынского района Житомирской области